# Zagórz
Zagórz [ˈzaɡuʂ] ( tiếng Ukraina: Загі́р'я ; tiếng Đức: Sagor ) Là một thị trấn ở Sanocki, Subcarpathian Voivodeship, Ba Lan, trên sông Osława ở Vùng núi cao Bukowsko , nằm cách khoảng 6.5 km về phía đông nam Sanok trên đường đến Ustrzyki Dolne, 32.4 km khoảng cách. Các thị trấn gần nhất ở phía đông bắc Slovakia là Palota và Medzilaborce . Thị trấn Zagórz có số dân khoảng 4.988 người (02.06.2009). 
Zagórz là ngã ba đường sắt đông nam nhất của PKP, với các tuyến đi theo ba hướng - về phía đông (tới biên giới Krościenko và Ucraina ), về phía nam (đến biên giới Nowy Łupków và Slovak) và về phía tây (đến Jasło và phần còn lại của đất nước).

## Lịch sử
Ngôi làng của Waporz được thành lập vào thế kỷ XIV, khi Red Ruthenia bị Vương quốc Ba Lan sáp nhập. Trong các tài liệu đầu thế kỷ XVI, tên của nó được đánh vần là Sagorsze và Sogorsch. Zagorz thuộc gia đình quý tộc Tarnawski, nhưng vào năm 1490, ngôi làng đã được bán cho Piotr Kmita Sobienski . Vào thế kỷ XVI và XVII, Zagorz thường xuyên thay đổi chủ sở hữu.
Năm 1710, Voivode of Volhynia, Bá tước Jan Adam Stadnicki đã xây dựng ở Zagorz một khu phức hợp kiên cố của Tu viện Carmelite, cũng là một bệnh viện dành cho các cựu chiến binh. Khu phức hợp đóng vai trò là nơi trú ẩn của phiến quân của Liên đoàn Bả, và vào năm 1789, khi Zagorz đã thuộc về Áo Galicia (xem Phân vùng Ba Lan ), tu viện đã bị Joseph II, Hoàng đế La Mã thần thánh đóng cửa. Năm 1830, khu phức hợp bị thiêu rụi trong một đám cháy.
Vào năm 1880, dân số của Waporz là 1.639, với người Ba Lan, người Nga, người Do Thái và người Đức. Vào thời điểm đó, Zagorz đã có một nhà ga đường sắt, nằm ở quận Nowy Zagorz. Thành lập một ngã ba đường sắt góp phần vào sự phát triển của ngôi làng, với dân số tăng lên 2.400 (vào năm 1914). Trong Chiến tranh Ba Lan Ukraina (1918-1919), các công nhân đường sắt địa phương đã chế tạo tàu bọc thép Gromobój, nơi bảo vệ khu vực này khỏi các cuộc tấn công của Ukraine.
Tại Cộng hòa Ba Lan thứ hai, Zagorz thuộc về Lwow Voivodeship . Vào ngày 12 tháng 9 năm 1939, các đơn vị Wehrmacht đầu tiên vào làng, được người dân địa phương đón tiếp. Trong chiến tranh, một đơn vị Quân đội Home hoạt động trong khu vực của làng. Sự chiếm đóng của Đức kết thúc vào ngày 13 tháng 9 năm 1944, khi Hồng quân tiến vào Zagorz.
Trong Thế chiến II, dzielnica Zasław của thị trấn Zagórz là địa điểm của trại tập trung Zasław do Đức Quốc xã lập ra để tập trung và bóc lột người Do Thái Ba Lan sắp bị tiêu diệt ở Belzec .

## Điểm quan tâm

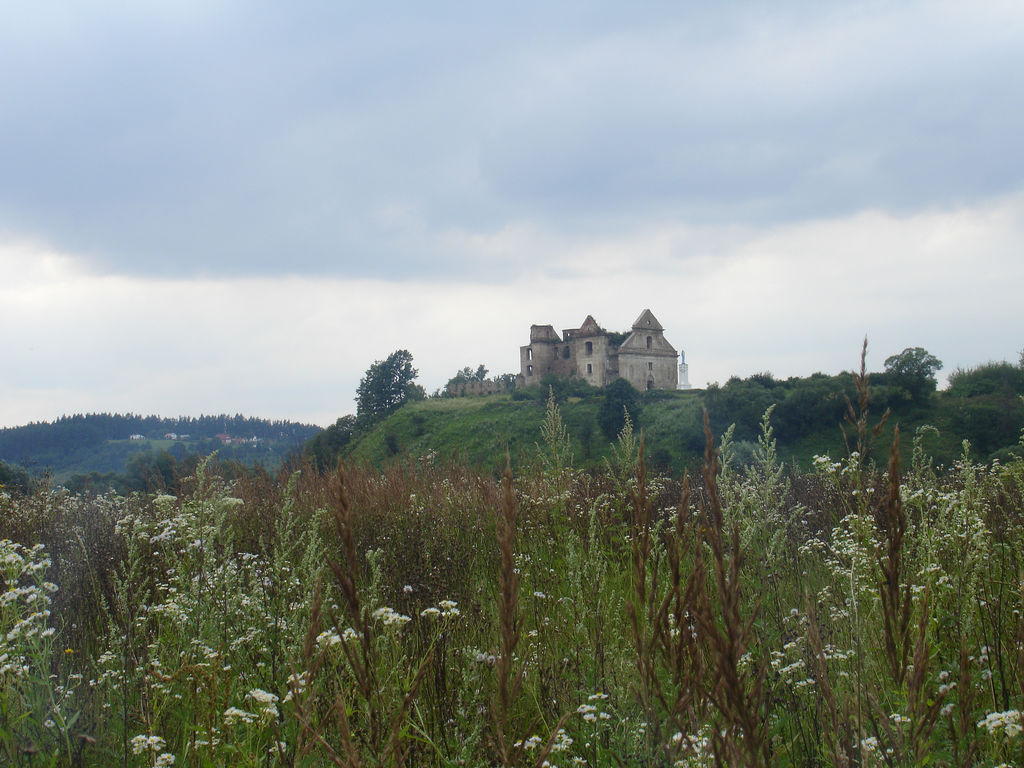
Tàn tích của tu viện
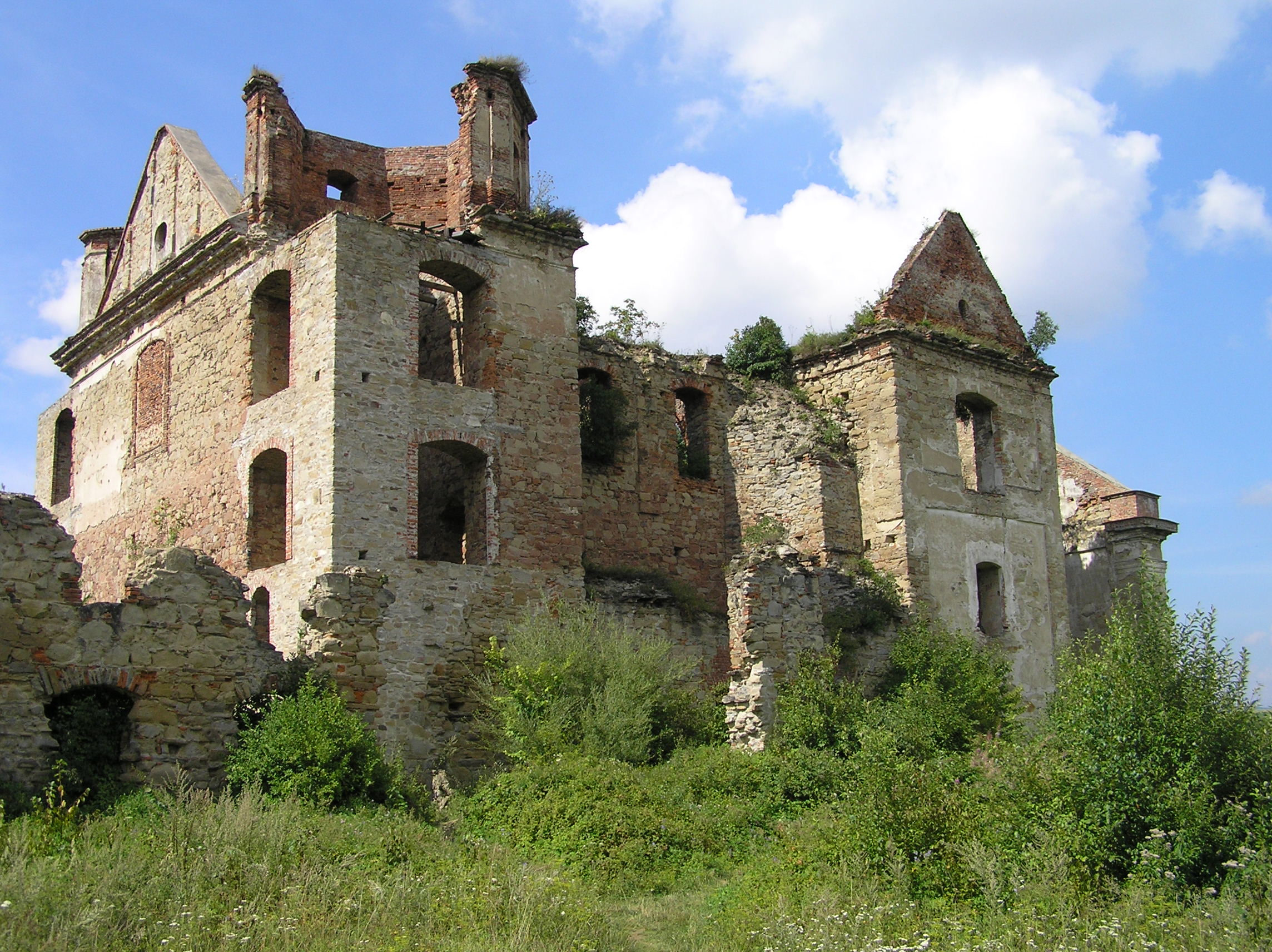
Tàn tích của tu viện (chụp gần)